# Giorgos Lillikas

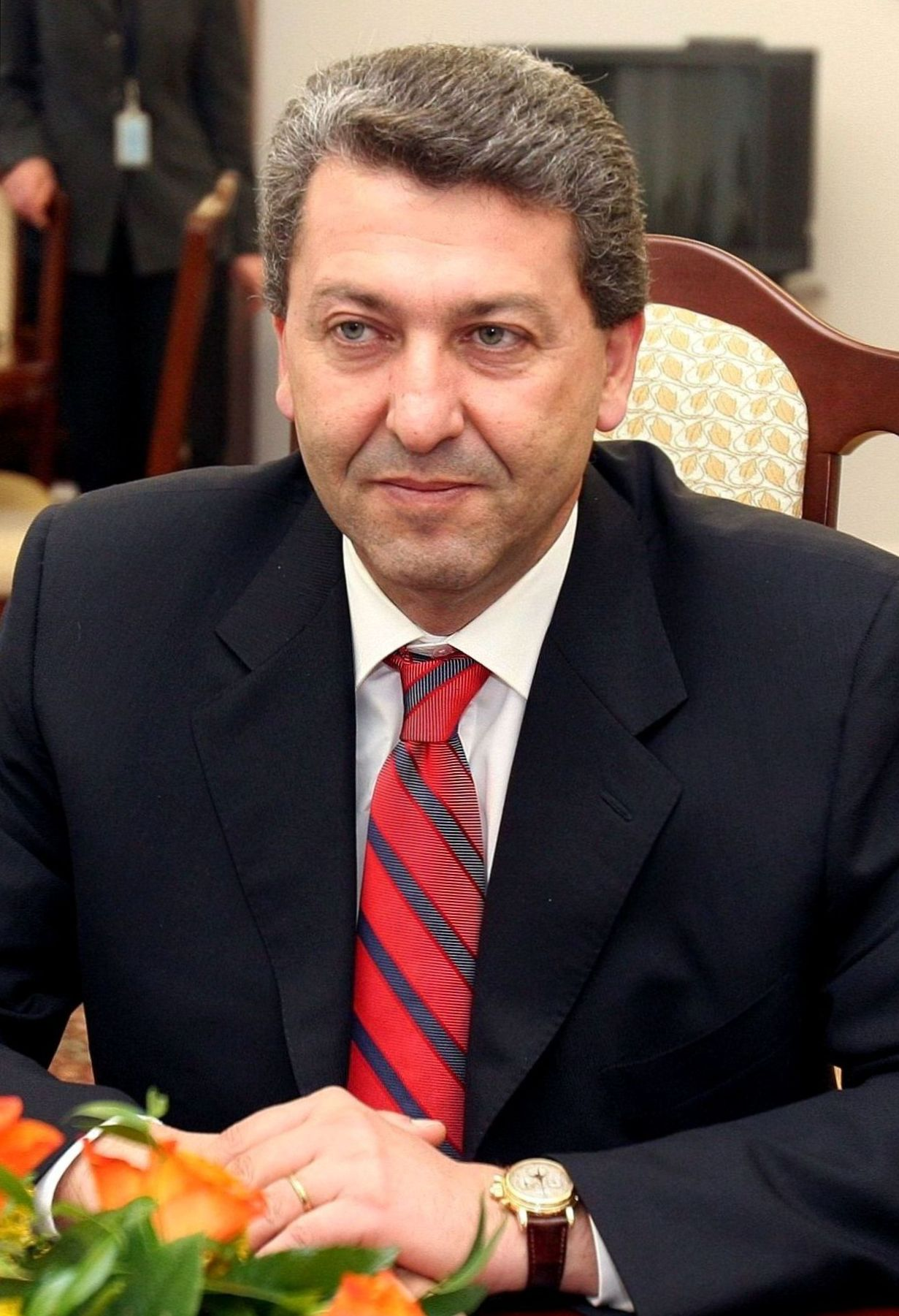
Giorgos Lillikas

Giorgos Lillikas (griechisch Γιώργος Λιλλήκας, * 1. Juni 1960 in Panagia) ist ein griechisch-zypriotischer Politiker und ehemaliger Minister der Republik Zypern.

## Leben
Lillikas studierte Politikwissenschaften und Orientalistik in Lyon und Grenoble.

## Politik
Während er anfangs eine akademische Karriere in Frankreich einzuschlagen schien, wurde er in den späten 1980er Jahren Berater des zypriotischen Präsidenten Georges Vassiliou. Danach engagierte er sich mehrere Jahre in der Anti-Drogen-Politik und setzte sich für Behinderte ein.
Nach einer Etappe in der Privatwirtschaft – 1993 bis 1996 leitete er eine PR- und Lobbying-Agentur – wurde er 1996 für die linksgerichtete AKEL Parlamentsabgeordneter. Während der folgenden sieben Jahre übernahm er zahlreiche parlamentarische Aufgaben und Funktionen auch mit internationalem Bezug; so leitete er die zypriotische Delegation zur Parlamentarischen Versammlung der OSZE.
Nach der 2003 erfolgten Wahl Tassos Papadopoulos’ zum Präsidenten Zyperns wurde Lillikas Handels- und Industrieminister. Nach einer Kabinettsumstellung im Jahre 2006 wurde er Außenminister und blieb dies bis zum 16. Juli 2007.
Später kam es zum Bruch mit AKEL und Lillikas trat bei der Präsidentschaftswahl 2013 als Kandidat eines links-moderaten Wahlbündnisses an. Mit 24,9 Prozent der Stimmen verpasste er als Dritter knapp hinter AKEL-Kandidat Stavros Malas, der 26,9 Prozent der Stimmen erhalten hatte, den Einzug in die Stichwahl gegen Nikos Anastasiadis. Parallel gründete er die Partei Symmachia Politon, mit der er als Spitzenkandidat bei der Parlamentswahl 2016 drei Sitze im Repräsentantenhaus errang. Bei der Präsidentschaftswahl 2018 wurde er mit 2,2 Prozent der Stimmen Fünfter. Anschließend kam es zu parteiinternen Querelen, in denen angeführt von der Abgeordneten Anna Theologou ein Teil der Partei austrat und mit Allagí Geniás eine eigene Partei gründete. Nachdem Symmachia Politon bei der Parlamentswahl 2021 nicht mehr angetreten war, beschloss die Partei im Juni des Jahres ihre Auflösung und schloss sich später der sozialdemokratischen Kinima Sosialdimokraton an. Parallel kündigte Lillikas seinen Abschied von der Politik an.

## Auszeichnungen
- 2007: Großes Goldenes Ehrenzeichen am Bande für Verdienste um die Republik Österreich[2]